# Șadrac, Meșac și Abed-Nego
Șadrac, Meșac și Abed-Nego sau Anania, Azaria și Misail sunt personaje biblice din capitolul 3 al Cărții lui Daniel, trei tineri evrei aruncați într-un cuptor aprins din porunca lui Nabucodonosor, regele Babilonului, atunci când au refuzat să se închine în fața statuii regelui. Cei trei bărbați nu au fost vătămați de foc, iar regele i-a văzut umblând în mijlocul flăcărilor, alături de un al patrulea bărbat care avea chipul „ca fața unuia dintre fiii zeilor”.
Primele șase capitole ale Cărții lui Daniel sunt povești care datează din perioada persană târzie / perioada elenistică timpurie, iar absența lui Daniel din povestea tinerilor iudei care au fost aruncați în cuptorul aprins sugerează că este posibil ca ea să fi fost inițial o poveste independentă. Ea formează o pereche cu povestea lui Daniel în groapa cu lei, scoțând amândouă în evidență că Dumnezeul evreilor îi va salva pe cei care îi sunt credincioși.

## Rezumat

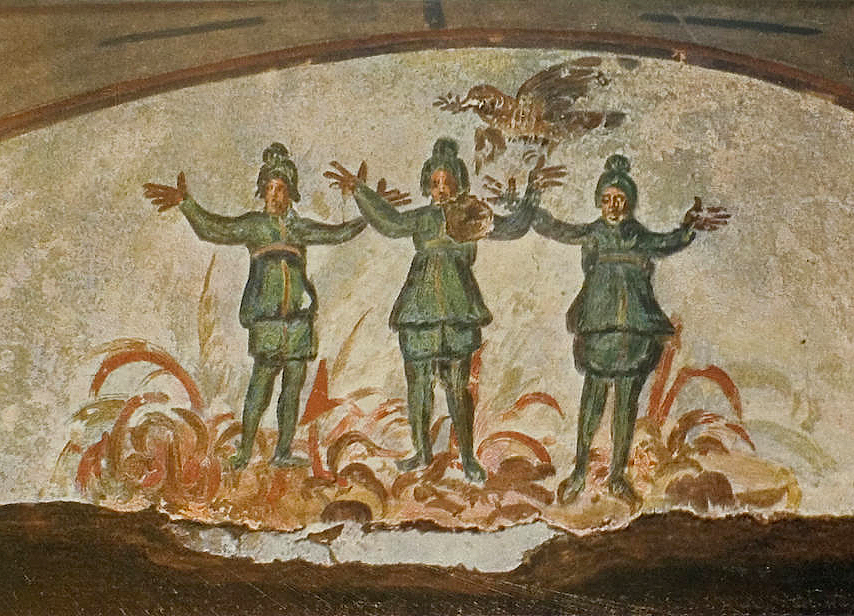
Catacomba Sfintei Priscilla, Roma, sfârșitul secolului al III-lea / începutul secolului al IV-lea.

Regele Nabucodonosor a așezat o statuie de aur în câmpia Dura (cuvânt care înseamnă pur și simplu „câmpie”) și a poruncit ca, la sunetul trâmbițelor, toți dregătorii lui să se plece la pământ și i se închine. Toți cei care nu vor cădea la pământ și nu se vor închina urmau să fie aruncați într-un cuptor aprins. Unii dregători caldei l-au informat pe rege că tinerii iudei Anania, Misael (după alte surse Misail) și Azaria, care purtau numele babiloniene Șadrac, Meșac și Abed-Nego și pe care regele îi numise ocârmuitori peste ținutul Babilonului, refuzau să se închine statuii de aur. Cei trei au fost aduși înaintea lui Nabucodonosor, unde l-au informat pe rege că Dumnezeul lor va fi cu ei și îi va scăpa. Nabucodonosor a poruncit ca ei să fie aruncați în cuptorul aprins, încălzit de șapte ori mai mult decât de obicei, dar când regele s-a uitat a văzut patru bărbați care umblau nevătămați prin flăcări, iar chipul celui de-al patrulea (considerat de teologii creștini un înger) era „ca fața unuia dintre fiii zeilor”. Văzând acest lucru, Nabucodonosor a poruncit tinerilor iudei să iasă din cuptor și i-a promovat în dregătorii înalte, decretând că oricine îl va vorbi de rău pe Dumnezeu să fie tăiat în bucăți.

## Compoziție și structură

### Cartea lui Daniel
Se acceptă, în general, că Cartea lui Daniel a fost inițial o colecție de povești ce au circulat în cadrul comunității evreiești din Babilon și Mesopotamia în perioada persană târzie și în perioada elenistică timpurie (secolele V-III î.e.n.), extinsă prin vedeniile din capitolele 7–12 din epoca macabeilor (mijlocul secolului al II-lea). Cercetătorii biblici moderni susțin că Daniel este o figură legendară. Este posibil ca numele personajului să fi fost ales datorită reputației sale de prooroc înțelept în tradiția iudaică. Poveștile sunt relatate de un narator anonim, cu excepția capitolului 4, care are forma unei scrisori a regelui Nabucodonosor. Capitolul 3 este unic prin faptul că Daniel nu apare în el.

### Daniel 3
Daniel 3 face parte dintr-un chiasm (o structură poetică în care ideea principală sau mesajul unui pasaj este plasat în centru și încadrat de repetiții de fiecare parte) în cadrul Daniel 2–7, făcând pereche cu Daniel 6, povestea aruncării lui Daniel în groapa leilor:
- A. (2:4b-49) - Visul existenței a patru regate înlocuite cu un al cincilea
  - B. (3:1–30) - Cei trei prieteni ai lui Daniel sunt aruncați în cuptorul aprins
    - C. (4:1-37) - Daniel interpretează un vis pentru Nabucodonosor
    - C'. (5:1–31) - Daniel interpretează scrisul de mână de pe perete pentru Belșațar

  - B'. (6:1–28) - Daniel în groapa cu lei
- A'. (7:1–28) - Viziunea a patru regate mondiale înlocuite cu un al cincilea

Capitolele 3 și 6 conțin diferențe semnificative. Daniel nu apare în povestea cuptorului aprins, în timp ce prietenii lui Daniel nu apar în povestea gropii cu lei; prima poveste are loc în timpul domniei lui Nabucodonosor, iar a doua în timpul domniei lui Darius; în prima poveste, neascultarea conducătorului pământesc are loc în public, în timp ce în cea de-a doua Daniel i se roagă lui Dumnezeu în casa lui. Astfel, poveștile se completează reciproc pentru a pune în evidență că Dumnezeul evreilor îi va izbăvi pe cei care îi sunt credincioși.

## Gen și teme

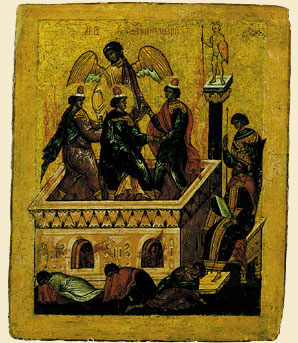
Cei trei tineri în cuptorul aprins (icoană din secolul al XV-lea a Școlii din Novgorod).

Natura legendară a poveștii este dezvăluită de utilizarea liberară a hiperbolei - mărimea statuii, folosirea oricărui tip de muzică, mistuirea în flăcări a călăilor și furia regelui, urmată de mărturisirea de către el a supremației Dumnezeului lui Israel. Acest tip de intrigă este cunoscut în folclor drept „căderea în dizgrație și reabilitarea unui dregător” și implică un om aflat într-o situație prosperă, care este condamnat la închisoare sau la moarte în urma complotului unor dușmani, dar este reabilitat și repus în funcție.
Când Nabucodonosor se confruntă cu cei trei tineri iudei care refuză să se supună voinței sale, el îi întreabă ce zeu îi va scăpa din mâinile sale. Răspunsul lor este punctul culminant al poveștii: fără să i se adreseze regelui cu titlul său, ei îi spun că întrebarea nu este dacă ei sunt dispuși să se plece în fața statuii regelui, ci dacă Dumnezeu va vrea să-i salveze. Când cei trei tineri sunt aruncați în cuptor, regele vede patru bărbați umblând prin flăcări, al patrulea arătând ca unul „dintre fiii zeilor”, ca o ființă divină, probabil un înger al Domnului.

## Interpretare
Absența lui Daniel din povestea lui Șadrac, Meșac și Abed-Nego sugerează că ea a fost inițial o poveste separată.
Numele ebraice ale celor trei tineri erau Anania (חֲנַנְיָה Ḥănanyāh), „Iahve este milostiv”, Misael (מִישָׁאֵל Mîšā'êl), „Cine este ceea ce este El?” și Azaria (עֲזַרְיָה Ǎzaryāh), „Iahve a ajutat”, dar prin decizia regelui li s-au atribuit nume caldeene, astfel încât Anania a devenit Șadrac (שַׁדְרַך Šaḏraḵ), Misael a devenit Meșac (מֵישַׁ֖ךְ Mêšaḵ), iar Azaria a devenit Abed-Nego (עֲבֵ֣דנְג֑וֹ ‘Ǎḇêḏ-Nəḡō).
Numele caldeene sunt înrudite cu cele ebraice, numele El și Iah (prescurtare a numelui Iahve) fiind înlocuite cu teonime babiloniene: Šaḏra poate proveni din Šudur Aku „Stăpânirea lui Aku (zeul lunii)”, Mêšaḵ este probabil o variație a expresiei Mi-ša-aku, care înseamnă „Cine este așa cum este Aku?”, iar Abed-Nego este fie „sclavul zeului Nebo/Nabu”, fie o variantă a lui Abednergal, „sclavul zeului Nergal”.
Cuvântul „Dura” (locul unde este ridicată statuia) înseamnă simplu „câmpie” sau „cetate” și nu este un loc specific; istoricul grec Herodot menționează existența unei statui din aur a zeului Bel în Babilon, dar dimensiunea gigantică a acestei statui ar putea sugera că originile sale se află în folclor. Dimensiunile statuii (6×60 coți) sunt legate intertextual cu cele ale celui de-al Doilea Templu din cartea biblică a lui Ezdra–Neemia (60×60 coți), ceea ce sugerează că statuia regelui este pusă în contrast cu lăcașul de închinare al evreilor credincioși (precum Daniel), după venirea lor din exilul babilonian.

## Liturghia creștină
Versiunea grecească a lui Daniel 3 introduce „Cântarea celor trei tineri”, doi psalmi, uniți printr-o narațiune care scoate în evidență salvarea lor miraculoasă (o adăugire apocrifă, numită Daniel 3:51–90 în unele ediții ale Bibliei). Cântecul se referă la odele 7 și 8 ale canonului, un imn cântat la utrenii și cu alte ocazii în Biserica Ortodoxă. Citirea poveștii aruncării tinerilor în cuptorul aprins, inclusiv cântarea, este recomandată pentru vecernia celebrată în bisericile ortodoxe în Sâmbăta Mare. Cantica latină Benedicite Dominum este inspirat din „cântecul celor trei tineri”. Ea este cântată în cursul laudelor din duminici și zile de sărbătoare.
În Biserica Ortodoxă cei trei tineri sunt prăznuiți împreună cu Daniel în ziua de 17 decembrie. Credincioșii ortodocși îi pomenesc, de asemenea, în cele două duminici înainte de Nașterea Domnului. Biserica Luterană - Sinodul din Missouri îi include pe Daniel și pe cei trei tineri în Calendarul Sfinților pe 17 decembrie.

## În cultură

### Literatură
- 1963: Martin Luther King Jr. se referă la cei trei tineri iudei în scrisoarea sa din închisoarea Birmingham
- 1915-1974: Bertie Wooster, personaj central la mai multor romane și nuvele ale scriitorului umorist britanic P.G. Wodehouse, se referă ocazional la cei trei tineri iudei, după ce a aflat despre ei la școală în urma câștigării unui premiu pentru cunoașterea scripturilor.

### Muzică
- 1952: "Shadrack Mishack Abednigo"[20] al lui Louis Armstrong

- anii 1930–1962: „Shadrack” al lui Robert MacGimsey
- 1955–1956: Gesang der Jünglinge al lui Karlheinz Stockhausen
- 1969: „Fourth Man In The Fire” al lui Johnny Cash
- 1974: „Loose Booty” al lui Sly and the Family Stone
- 1976: „Abendigo” al The Abyssinians
- 1977: „La La Bam-Bam” al The Congos
- 1979: „Survival” al lui Bob Marley and the Wailers
- 1980: „Never Get Burn” al The Twinkle Brothers
- 1989: „Shadrach” al Beastie Boys
- 1999: „Never Bow Down” al Third Day
- 2004: „Blazing Fire” al Steel Pulse
- 2007: „Burn Us Up” al Shane and Shane
- 2009: „Shadrach, Meshach, And Abednego” al Asylum Street Spankers
- 2012: „Meditation is the Practice of Death” al Om